# Los Angeles Sparks 2019
La stagione 2019 delle Los Angeles Sparks fu la 23ª nella WNBA per la franchigia.
Le Los Angeles Sparks vinsero la Western Conference con un record di 22-12. Nei play-off vinsero il secondo turno con le Seattle Storm (1-0), perdendo poi la semifinale con le Connecticut Sun (3-0).

## Roster
| N° | Naz.                   | Ruolo | Sportivo            | Anno | Alt. | Peso |
| -- | ---------------------- | ----- | ------------------- | ---- | ---- | ---- |
| 0  | Stati Uniti (bandiera) | GA    | Alana Beard         | 1982 | 180  | 73   |
| 1  | Stati Uniti (bandiera) | G     | Alexis Jones        | 1994 | 175  | 78   |
| 2  | Stati Uniti (bandiera) | G     | Riquna Williams     | 1990 | 170  | 75   |
| 3  | Stati Uniti (bandiera) | AC    | Candace Parker      | 1986 | 193  | 79   |
| 5  | Stati Uniti (bandiera) | G     | Marina Mabrey       | 1996 | 180  | 77   |
| 7  | Russia (bandiera)      | C     | Marija Vadeeva      | 1988 | 191  | 86   |
| 10 | Stati Uniti (bandiera) | G     | Tierra Ruffin-Pratt | 1991 | 180  | 82   |
| 12 | Stati Uniti (bandiera) | G     | Chelsea Gray        | 1992 | 180  | 77   |
| 13 | Stati Uniti (bandiera) | A     | Chiney Ogwumike     | 1992 | 193  | 78   |
| 21 | Stati Uniti (bandiera) | C     | Kalani Brown        | 1997 | 201  | 111  |
| 22 | Stati Uniti (bandiera) | C     | Ashley Walker       | 1987 | 185  | 91   |
| 24 | Stati Uniti (bandiera) | G     | Sydney Wiese        | 1992 | 183  | 74   |
| 30 | Stati Uniti (bandiera) | A     | Nneka Ogwumike      | 1990 | 188  | 79   |
| 44 | Stati Uniti (bandiera) | G     | Karlie Samuelson    | 1995 | 183  | 72   |

## Staff tecnico
- Allenatore: Derek Fisher
- Vice-allenatori: Latricia Trammell, Fred Williams
- Preparatore atletico: Courtney Watson
- Preparatore fisico: Kelly Dormandy